# مالكوم ميرسير
مالكوم ميرسير هو مصور كندي، ولد في 17 سبتمبر 1859 في Etobicoke ‏ في كندا، وتوفي في 3 يونيو 1916 في Battle of Mont Sorrel ‏.